# Violetta Kutlubasis-Krajewska
Violetta Kutlubasis-Krajewska (ur. 1957) – polska kuratorka wystaw, autorka tekstów i redaktorka wydawnictw poświęconych zagadnieniom sztuki współczesnej, realizatorka programów kulturalnych dla Telewizji Polskiej, głównie TVP2, współzałożycielka niezależnej inicjatywy artystycznej Open Studio/WRO (1988) i Festiwalu Wizualnych Realizacji Okołomuzycznych WRO (1989), współzałożycielka i dyrektorka programowa Biennale Sztuki Mediów WRO (od 1993), dyrektorka Centrum Sztuki WRO (od powstania w 2007), autorka założeń programowych, wystawienniczych i edukacyjnych instytucji, realizowanych zgodnie z zasadą nieodpłatnego uczestnictwa w kulturze, wdrażanych pod hasłem „Zamiast Bileterów – Przewodnicy Sztuki”.

## Życiorys
Ukończyła studia kulturoznawcze na Uniwersytecie Wrocławskim (specjalność Teoria kultury) oraz podyplomowe studia w PWSFTviT (specjalność Organizacja produkcji). Prowadziła konwersatorium medioznawcze w Instytucie kulturoznawstwa Uniwersytetu Wrocławskiego (2003–2009).
Członkini pierwszego Komitetu Organizacyjnego Konstrukcji w Procesie (Łódź, 1981), zrealizowała szereg prezentacji polskiej i międzynarodowej sztuki mediów, w tym przeglądów Monitor Polski (1994, 1996) i Ekspresja Mediów (1998) oraz programów Artist in Residence i Curator in Residence w ramach dwustronnej współpracy kulturalnej regionów Dolnego Śląska i Alzacji, koordynowanej przez Urząd Marszałkowski Dolnego Śląska i Centrum Sztuki WRO w latach 2008–2013. Jurorka festiwali i konkursów w Polsce i za granicą, m.in. w Meksyku i Francji.
Autorka koncepcji i kuratorka programu Eco Expanded City w trakcie Europejskiej Stolicy Kultury Wrocław 2016. Jako redaktorka i producentka zrealizowała ponad 200 autorskich audycji telewizyjnych, emitowanych na antenie TVP2, poświęconych problemom, postaciom i wydarzeniom sztuki współczesnej, w tym programów „Taśmy Mieszane ” i cyklicznych prezentacji sztuki mediów w cyklu programów „Art Noc”.
Redaktorka i autorka tekstów katalogów wystaw oraz publikacji książkowych i multimedialnych z zakresu historii i teorii sztuki mediów „Od Monumentu do Marketu. Sztuka wideo i przestrzeń publiczna” (2005), „Józef Robakowski: Obrazy energetyczne. Zapisy bio-mechaniczne 1970–2005” (2007), „Ukryta Dekada. Polska sztuka wideo 1985-1995” (2010), seria „Widok. WRO Media Art Reader” (od 2009).
Jako ekspert w dziedzinie kultury medialnej i społeczeństwa informacyjnego brała udział w konferencjach Rady Europy i EUNIC, pełniła funkcję nominowanego doradcy MKiDN w komisji stypendiów artystycznych (2013–2016). Członkini Wrocławskiej Rady Kobiet (2014–2016).
Laureatka nagrody Laterna Magica MKiDN (1992), Nagrody Prezydenta Wrocławia (1998) i Nagrody Zasłużeni dla Wrocławia – Civitate Wratislaviensi Donatus (2019), odebranej podczas obchodów 30-lecia WRO.
W wyborach do Parlamentu Europejskiego w 2004 roku ubiegała się o mandat, startując z pierwszego miejsca w okręgu nr 12 z komitetu Unia Wolności uzyskując 13 333 głosy.